# Chambre de commerce et d'industrie de la Dordogne

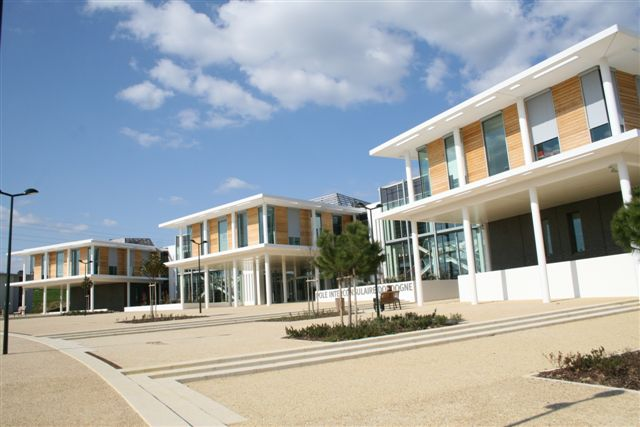
Pôle Interconsulaire de la Dordogne.

La chambre de commerce et d'industrie de la Dordogne (CCI Dordogne) est issue de la fusion au 1er janvier 2005 de la chambre de commerce et d'industrie de Périgueux et de celle de Bergerac. Le siège de la CCI est situé au Pôle interconsulaire de la Dordogne, elle a également des antennes à Bergerac et à Sarlat.

## Le Groupe CCI Dordogne, ses missions et ses entités
Pilotée par des chefs d'entreprises, elle est chargée de représenter, auprès des pouvoirs publics, les intérêts des 17 000 entreprises commerciales, industrielles et de service du département. La CCI propose des services aux entreprises, gère plusieurs écoles, ainsi que l'aéroport de Bergerac-Dordogne-Périgord et le Parc des Expositions du Périgord dont elle est propriétaire.

### Espace entreprises
- Centre de formalités des entreprises
- Appui à la création et à la reprise d'entreprises
- Point A (recrutement d'apprentis)
- Diagnostics à l'export
- Diagnostics innovation
- Aide à l'investissement (extension, innovation, recrutement de ressources expertes, etc.)
- Conseil en technologies de l'information et de la communication (TIC)
- Diagnostics stratégiques
- Études économiques
- Aide à la transmission d'entreprise

### Autres entités de la chambre
- École de Savignac;
- École supérieure d'achat, d'approvisionnement et de logistique (ESAAL);
- École hôtelière du Périgord
- École de Commerce de la CCI Dordogne
- Parc des Expositions du Périgord
- Franco-British Chamber of Commerce & Industry Dordogne